# Gregori Mir
Gregori Mir Mayol (Campos, Baleares, 11 de abril de 1939 - Palma de Mallorca, 28 de febrero de 2016) fue un abogado, historiador y político español.

## Biografía
Doctor en Derecho y político, senador con el PSOE, ha publicado, entre otras obras, Literatura i societat a la Mallorca de postguerra (1970) o El mallorquinisme polític (1840-1936) (París, 1975), con el pseudónimo de Anselm Llull; y varios trabajos sobre Miquel de los Santos Oliver. Igualmente son importantes sus colaboraciones en algunos estudios para la recuperación de la figura del orientalista Joan Mascaró, de quien ha publicado Correspondencia de Joan Mascaró 1998; también estudió el concepto de la «Escola mallorquina». Formó parte del consejo asesor del programa de TVE España en Guerra de 30 capítulos, emitido el 1987. El año 2007 publica los libros Sobre nacionalismo y nacionalistas en Mallorca y Parar la Guerra.

## Galardones
- 1990: Premio Miquel de los Santos Oliver de los Premios 31 de Diciembre del Obra Cultural Balear.
- 1998: Premio Cruz de San Jorge de la Generalidad de Cataluña en 1998.